# No linealitat diferencial

Demostra A. Linealitat diferencial on un canvi en l'entrada produeix un canvi corresponent en la sortida i B. No linealitat diferencial, on la relació no és directament lineal

La no linealitat diferencial (amb acrònim anglès DNL) és una mesura de rendiment que s'utilitza habitualment en convertidors digital-analògic (DAC) i analògic-digital (ADC). És un terme que descriu la desviació entre dos valors analògics corresponents a valors digitals d'entrada adjacents. És una especificació important per mesurar l'error en un convertidor digital a analògic (DAC); la precisió d'un DAC està determinada principalment per aquesta especificació. Idealment, dos codis digitals adjacents qualssevol corresponen a tensions analògiques de sortida que estan separades exactament amb un bit menys significatiu (LSB). La no linealitat diferencial és una mesura de la desviació del pitjor cas del pas ideal d'1 LSB. Per exemple, un DAC amb un canvi de sortida d'1,5 LSB per a un canvi de codi digital d'1 LSB presenta una no linealitat diferencial de 1⁄2 LSB. La no linealitat diferencial es pot expressar en bits fraccionaris o com a percentatge d'escala completa. Una no linealitat diferencial superior a 1 LSB pot conduir a una funció de transferència no monòtona en un DAC. També es coneix com a codi que falta.
La linealitat diferencial es refereix a una relació constant entre el canvi en la sortida i l'entrada. Per als transductors, si un canvi en l'entrada produeix un canvi uniforme en la sortida, el transductor té linealitat diferencial. La linealitat diferencial és desitjable i és inherent a un sistema com un convertidor analògic a digital d' un sol pendent utilitzat en instrumentació nuclear.

## Fórmula
{\displaystyle {\text{DNL(i)}}={{V_{\text{out}}(i+1)-V_{\text{out}}(i)} \over {\text{amplada de pas LSB ideal}}}-1}

## Efectes de DNL
- Si el DNL d'un ADC és inferior a -1, els codis que falten apareixen a la funció de transferència, és a dir, hi ha codis per als quals no hi ha tensió d'entrada per obtenir el codi a la sortida de l'ADC.
- Si el DNL d'un DAC és més gran que 1, la funció de transferència del DAC esdevé no monòtona. Un DAC no monòton no és especialment desitjable en aplicacions de control de llaç tancat, ja que pot causar problemes d'estabilitat, és a dir, pot provocar oscil·lacions.[4]